# Ain't That a Shame
Singles de Fats Domino
Don't You Know
(1955) All by Myself
(1955)
Ain't That a Shame est une chanson enregistrée par Fats Domino et Dave Bartholomew à Hollywood pour Imperial Records et sortie en 1955. Le disque finit par se vendre à un million d'exemplaires, fut no 1 des Black Singles et no 10 des Pop Singles, il est classé no 431 dans les 500 plus grandes chansons de tous les temps selon Rolling Stone.
En 2002, la chanson reçoit le Grammy Hall of Fame Award.
Ain't That a Shame se fit connaître dans l'ensemble des États-Unis après avoir été ré-enregistré par le chanteur blanc Pat Boone. La version de Fats Domino devint rapidement plus populaire et lui permit de sortir du marché rhythm and blues (ciblé pour les populations noires) et atteindre un marché plus large, une demi-douzaine d'années après l'enregistrement de The Fat Man.

## Reprises
Après Ain't That a Shame, les artistes mainstream commencèrent à reprendre les chansons de Fats Domino.
La reprise de The Four Seasons (single extrait de l'album The 4 Seasons Sing Ain't That a Shame and 11 Others (en)) fut classée no 63 par Billboard en 1963.
Selon la légende, Pat Boone voulut modifier le titre et les paroles en « Isn't That a Shame » pour les faire paraître moins choquant à une audience plus large, mais il aurait été dissuadé par ses producteurs. Cependant, Pat Boone obtint son premier no 1 Billboard en 1955. Fats Domino le félicita pour sa reprise de la chanson. Pat Boone raconte que Fats Domino l'avait invité sur scène pour montrer une grosse bague en or en disant « Pat Boone bought me this ring. »
Ain't That a Shame est la première chanson que John Lennon apprit à jouer ; il l'enregistra en 1975 sur Rock 'n' Roll, cette version est la première piste de l'album de reprises (en) Goin' Home: A Tribute to Fats Domino (en) (Vanguard, 2007). Paul McCartney l'a quant à lui reprise en 1988 sur l'album Снова в СССР et en 1990 sur Tripping the Live Fantastic.

## Dans la culture populaire

### Cinéma
- Fats Domino interprète Ain't That a Shame dans le film de Edward L. Cahn Vive le rock (Shake, Rattle & Rock!) en 1956.
- La chanson est utilisée dans la bande son de, notamment, American Graffiti, Ciel d'octobre et L.A. Story.

### Divers
- En 2007, Ain't That a Shame est utilisé dans la campagne de publicité de Dr Pepper
- En 2010, la chanson est dans la bande son du jeu vidéo Mafia II.